# Данка Фирфова
Данка Ристова Северова Фирфова (на македонска литературна норма: Данка Северова Фирфова) е известна оперна певица, сопран от Република Македония.

## Биография
Родена е в семейството на Христо Северов на 2 януари 1918 година във Велес, тогава в Царство България. Учи пеене в Белград и София при професорите Медведова-Шкерянц, Л. Киш и Христо Бръмбаров. До 1947 година работи като учителка по музика в Земун, Велес и Скопие. Първите ѝ изяви като оперна певица на сцената на Социалистическа република Македония са от 1947 година. Участва в някои от първите оперни изяви на македонска литературна норма. От 1948 до 1975 година е постоянна членка на операта на Македонския народен театър. В периода от 1956 до 1958 година е членка на Новосадската опера. В дългогодишната си оперна кариера Фирфова изиграва множество главни роли, сред които Аида, Дездемона (Отело), Леонора (Трубадур), Шарлота (Вертер), Марженка (Продадена невеста), Тоска, Елизабета (Дон Карлос), Турандот. Гостува на оперите из цяла Югославия, както и в оперите в Полша, България и Гърция.
Музикалните критици подчертават прекрасния сопран на Фирфова. Тя е първенка на Македонския народен театър. Фирфова е съпруга на музикалния деец Живко Фирфов. Техният син е видният пианист и оперен певец Милан Фирфов.
Носителка е на наградата „11 октомври“.